# Heinrich Germer
Heinrich Germer, född 30 december 1837, död 4 januari 1913, var en tysk pianopedagog och kompositör.
Germer skrev bland annat Die Technik des Klavierspiels (1877), Die musikalische Ornamentik (1880) och utgav fraseringsupplagor av Mozarts och Beethovens sonater med mera.